# Saint-Tite
Saint-Tite – miasto w Kanadzie, w prowincji Quebec, w regionie Mauricie i MRC Mékinac. Miejscowość znana jest przede wszystkim z dorocznego Festival western de Saint-Tite, który odbywa się we wrześniu.
Liczba mieszkańców Saint-Tite wynosi 3 826. Język francuski jest językiem ojczystym dla 98,5%, angielski dla 0% mieszkańców (2006).